# Peugeot SR1
De Peugeot SR1 is een conceptauto van het Franse automerk Peugeot. De auto werd voor het eerst aan het publiek getoond tijdens de Autosalon van Genève van 2010. De auto is uitgerust met een hybride aandrijving. Voorin ligt een 1,6 liter benzinemotor en achterin een elektromotor. De auto was volgens Peugeot een voorbode van de opvolger van de Peugeot 407. De SR1 zal niet in productie genomen worden.